# Hymenoplia pilosissima
Hymenoplia pilosissima är en skalbaggsart som beskrevs av Baguena 1956. Hymenoplia pilosissima ingår i släktet Hymenoplia och familjen Melolonthidae. Inga underarter finns listade i Catalogue of Life.